# ホースシュー滝 (カナダ・ブリティッシュコロンビア州)
ホースシュー滝（英語、Horseshoe Falls）とは、北アメリカ大陸の北西部のカナディアンロッキーを流れる小さな河川の1つであるen:Murtle Riverに存在する、幾つもの瀑布の中の1つである。なお、すぐ近くに存在する2つの滝を合わせて1つの滝、すなわち「ホースシュー滝」と見なされている。

## 概要
カナダのブリティッシュコロンビア州に存在するホースシュー滝は、おおよそ北緯52度02分07秒、西経120度01分22秒付近に位置している

。
この滝は、名前が付けられているだけでも7つの滝が存在するen:Murtle River上の滝の1つである。ただし、約100m離れた所に存在している2つの滝を、2段に分かれて流れ落ちる1つの滝として見なし、全体がホースシュー滝と命名されている。まず約6mの高さの滝があり、次いで約100m先で、約10mの高さの滝が存在している

。
ちなみに、この滝へは、約13.5kmの遊歩道を通って近づくことができる。そして、この遊歩道の途中にも、マジェラス滝と言う、ホースシュー滝と同じくen:Murtle River上に存在する別な滝がある。なお、このホースシュー滝は、この遊歩道の終端となっている。